# وليام إدوارد ايرتون
وليام إدوارد ايرتون (بالإنجليزية: William Edward Ayrton)‏ (14 سبتمبر 1847 - 8 نوفمبر 1908) هو فيزيائي ومهندس كهربائي إنجليزي.